# Arthur Gingell
Arthur Gingell (Bristol, 30 de setembre de 1883 - Cleveland, Ohio, 20 febrer de 1947) va ser un lluitador anglès que va competir a primers del segle xx. Als Jocs Olímpics d'Estiu de 1908 de Londres, va guanyar la medalla de bronze de la categoria del pes lleuger de lluita lliure, després de perdre en semifinals contra George de Relwyskow i guanyar el combat per la tercera posició contra George MacKenzie.